# Jean-Louis de Nogaret de La Valette
Pour les articles homonymes, voir Nogaret (homonymie) et Valette.
Jean-Louis de Nogaret, seigneur de La Valette et de Caumont, duc d'Épernon (château de Caumont, mai 1554-Loches, mort le 13 janvier 1642), militaire français, est l'un des mignons du roi Henri III, avant de devenir son favori conjointement avec le duc Anne de Joyeuse, puis seul après le décès de ce dernier.
Le duc d'Épernon est, pendant trois règnes (Henri III, Henri IV et Louis XIII), l'un des principaux personnages de la noblesse française. Particulièrement altier, il a l'art de se créer de puissantes et profondes inimitiés. Durant les guerres de Religion, il demeure profondément catholique et reste fidèle dans ses allégeances. Toutefois, son action semble suivre le sens de l'intérêt bien compris de lui-même et de son clan. De 1584 à 1589, il soutient énergiquement Henri III contre la Ligue, pro-espagnole. Vingt ans plus tard, il joue un rôle essentiel dans la prise de pouvoir par les catholiques proches de l'Espagne.
L'exemple de ce grand seigneur, animé par une mentalité aristocratique traditionnelle, est un de ceux qui ont inspiré les réflexions du cardinal de Richelieu sur l'affermissement d'un État impartial au-dessus des individus et autres corps organisés.

## Biographie

### L'ascension d'un cadet de Gascogne
Il est le fils de Jean de Nogaret de La Valette, seigneur du château de Caumont (à Cazaux-Savès) en Gascogne, et de Jeanne de Saint-Lary de Bellegarde, fille de Pierre/Per(r)oton de St-Lary et sœur de Roger Ier de St-Lary.
Son père et son grand-père, Pierre de Nogaret, sieur de La Valette, ont combattu lors des guerres d'Italie. C'est donc tout naturellement que Jean Louis embrasse la carrière militaire. Cadet de Gascogne, il participe rapidement aux batailles des guerres de Religion : Mauvezin avec son père (1570) dont il sauve la vie, puis à l'infructueux siège de La Rochelle et aux victorieux sièges de La Charité-sur-Loire, de Brouage et d'Issoire (1577).
C'est lors du siège de La Rochelle qu'il rencontre le duc Henri d'Anjou, futur roi Henri III. Nogaret s'attache ensuite au roi de Navarre et fuit la cour avec lui en 1576. Il n'entre dans le cercle très restreint des proches d'Henri III qu'en décembre 1578. Il devient alors avec le duc Anne de Joyeuse, le plus proche collaborateur du roi. Séducteur et charismatique, il met à profit l'affection du roi qui, selon de Thou, l'aimait éperdument. Entreprenant et énergique, il bénéficie d'une bien meilleure santé que son maître et en devient l'indispensable bras droit.
Fort de son influence auprès du roi, il est nommé tour à tour maître de camp du régiment de Champagne (1579), gouverneur de La Fère ville qu'il a reprise aux troupes de Condé (1580), il y reçoit une blessure d'arquebusade au visage, colonel général des Bandes françaises (qui devient pour lui un grand office de la couronne), duc d'Épernon, pair de France et conseiller d’État (1581), premier gentilhomme de la chambre du roi (1582), chevalier de l’ordre du Saint-Esprit, gouverneur du Boulonnais et de Loches, de Metz et du Pays messin, de la citadelle de Lyon (1583), chevalier des ordres du roi (1584), gouverneur de Provence (1586). À la mort du duc de Joyeuse (1587), son seul véritable rival dans la confiance du roi, il est amiral de France, gouverneur de Normandie (novembre 1587-mai 1588), de Caen et du Havre de Grâce.
Il épouse, en août 1587, Marguerite de Foix-Candale (1567-1593), fille de Henri de Foix et nièce de Charles de Montmorency-Damville qui est opposé à la Ligue. Suivant une pratique courante dans la noblesse[réf. nécessaire], cette héritière du Captalat de Buch en Gascogne accepte d'épouser un homme d'une moindre condition que la sienne pour que leur fils aîné, Henri, reprenne et perpétue le nom et les titres de sa mère. La mort prématurée d'Henry sans héritier causera le transfert du captalat de Buch à son frère cadet Bernard déjà héritier des titres de leur père.

### Un homme d'État catholique contre la Ligue
À l'époque de la montée en puissance de la Ligue, il sert de lien entre Henri III et le roi Henri de Navarre, gouverneur de Guyenne. Lors de la mort du frère cadet d'Henri III en 1584, afin d'éviter une guerre de succession, il essaie de convaincre Henri de Navarre de revenir au catholicisme, en vain. Son opposition à la Ligue le fait détester d'une très grande partie de la population et une vaste campagne de propagande est entretenue contre lui : on tente même de l'assassiner.
Pour contrer la ligue, il entreprend de fédérer les catholiques modérés et les protestants autour de l'État royal. Il compte lutter contre la ligue en se basant sur les provinces méridionales. Il a pris le contrôle de la Provence et de la Saintonge. Il est, par sa femme, allié au duc de Montmorency, gouverneur du Languedoc, alors que les protestants sont solidement implantés de la Guyenne au Dauphiné. Par ailleurs, il est maître de plusieurs points stratégiques d'accès vers le nord de la France : Boulogne-sur-Mer, Loches sur la Loire et Metz, nœud de communication vers l'Allemagne.
Lors de l'expédition maritime espagnole contre l'Angleterre, il contribue aux difficultés de l'invincible Armada en veillant à ce qu'elle ne puisse utiliser le port de Boulogne.
Quelque temps, après la journée des barricades (1588), il doit quitter la cour, sacrifié par Henri III aux exigences des ligueurs. Il se démet de sa charge de gouverneur de Normandie et de celle d'Amiral de France. Cette dernière est transmise à son frère, Bernard de Nogaret. Le roi le démet, après l'Édit d'union, de sa charge de gouverneur de Provence qui passe à son frère Bernard, en lui laissant celle de gouverneur d'Angoumois et de Saintonge où il trouve refuge jusqu'en 1589, Retiré dans son gouvernement à Angoulême, il écrit au roi des lettres très soumises, tout en montrant qu'il représente une force militaire et politique. Il est rappelé au début de 1589, redevenant gouverneur de Provence et amiral du Levant (charge attachée au gouverneur de Provence) après la mort du duc de Guise,
Devant Henri III mourant, et à sa demande, en 1589, le duc d'Épernon se rallie à Henri de Navarre. Mais, tenant le futur Henri IV responsable du triste sort d'Henri III, il retire aussitôt ses troupes du siège de Paris, que le roi de France doit abandonner.
Henri IV obtient la soumission de Charles de Guise à sa cause par un échange de sa charge de gouverneur de Champagne contre celle de gouverneur de Provence et d'amiral du Levant. Le duc d'Épernon se juge mal récompensé des efforts qu'il a fait pour maintenir la Provence au roi. Henri IV lui propose la charge de gouverneur du Poitou qu'il refuse. Profitant des difficultés du roi, il quitte son parti et se rapproche pour un temps du comte de Carcès, nommé gouverneur de Provence par le duc de Mayenne, et de la Sainte-Union, mais il est battu en 1596 par Charles de Guise. Avec l'arrêt Le Maistre, le 28 juin 1593, le Parlement de Paris reconnaît qu'Henri de Navarre est l'héritier légitime de la couronne, la conversion d'Henri IV au catholicisme le 25 juillet, son sacre le 27 février 1594 et la reprise en main qui s'ensuit, avec la reconnaissance du Parlement d'Aix, l'obligent à se soumettre en mai 1596. Après un accord financier, il quitte la Provence et se rend à Paris où il est reçu par le roi.

#### Un épisode de l'éviction du duc en 1588: assiégé dans Angoulême

Armoiries de Jean Louis de Nogaret de La Valette, duc d'Épernon.

Une clause secrète de l'Édit d'union signé le 15 juillet 1588 entre Catherine de Médicis, le cardinal de Bourbon et le duc de Guise prévoit une mise à l'écart du duc d'Épernon. Le favori d'Henri III ne doit conserver qu'un seul de ses gouvernements. Le médecin d'Henri III informe l'ancien mignon le 24 juillet 1588 de l'accord passé avec l'Union catholique. Contraint de quitter la cour, le duc d'Épernon choisit de demeurer gouverneur de l'Angoumois et il fait son entrée le 27 juillet 1588 à Angoulême. Trois jours plus tard, le maire du fief charentais, François Normand, sieur de Puygrelier, reçoit un courrier du roi, contresigné du secrétaire d'État Nicolas de Neufville, sieur de Villeroy, lui ordonnant de ne pas laisser entrer le duc d'Épernon en sa ville.
Puygrelier envoie alors son beau-frère, Souchet, rencontrer Henri III et Villeroy à Chartres. Souchet reçoit l'ordre d'arrêter l'ancien mignon et de le conduire à Blois. Le 10 août 1588, la municipalité ligueuse tente de prendre d'assaut le château où habitent le duc d'Épernon et quelques gentilshommes alliés. Le maire d'Angoulême Normand de Puygrelier est tué dans la fusillade.
Pendant la nuit suivante, Jean de Lupiac-Moncassin, sieur de Tajan, un cousin d'Épernon et qui fut mestre de camp du régiment de Picardie, qui accourt de Saintes, pénètre dans Angoulême. Il négocie avec les autorités municipales une amnistie générale qui débouche sur la libération du duc. L'intervention du sieur de Tajan aurait été motivée par sa volonté d'empêcher les combattants huguenots commandés par le comte François IV de La Rochefoucauld (1554-1591) et Gaspard Foucaud-Baupré d'intervenir puis de s'emparer de la ville. De son côté, le duc d'Épernon reste convaincu que l'attaque subie à Angoulême a eu le secrétaire d'État Villeroy, son principal adversaire dans le parti royal, pour commanditaire.

### L'assassinat d'Henri IV: le duc d'Épernon au service de Marie de Médicis
Le règne d’Henri IV est une période de contrariété pour le duc d’Épernon. Le nouveau souverain ne se gêne pas pour prendre des décisions en ignorant les prérogatives du duc. Ce dernier fait bonne figure en précisant au roi que « pour ce qui est de l’amitié, elle ne peut s’obtenir que par l’amitié ». Il s'occupe à la construction du château de Cadillac.
Catholique convaincu, Épernon intervient auprès du roi pour autoriser le retour des jésuites. Il encourage les établissements de la compagnie de Jésus dans les villes de ses gouvernements. Il leur confie l'éducation de son troisième fils, Louis, qu'il destine à une carrière dans l'Église. Lorsqu'Henri IV envisage de contester l'hégémonie espagnole par les armes, Épernon est écarté des commandements militaires.
Henri IV est assassiné par Ravaillac le 14 mai 1610. Le couronnement de Marie de Médicis a eu lieu la veille, ce qui légitime l'attribution de la régence à la reine et ouvre les portes du pouvoir aux catholiques de son entourage, proches de l'Espagne.
Épernon qui a demandé à accompagner le roi dans son carrosse assiste au meurtre. En sa qualité de colonel général de l'infanterie, Épernon prend le contrôle de la capitale et assure la transmission de la totalité du pouvoir à Marie de Médicis, au mépris des dispositions d'Henri IV qui instituaient un conseil de régence. Le 23 juin, Épernon fait procéder au transfert à Saint-Denis de la dépouille d'Henri III, son ancien maître : Henri IV avait négligé d'organiser les obsèques de son prédécesseur, source d'une vieille rancune.
Le duc d'Épernon est inquiété lorsqu'il s'avère qu'il connaissait le meurtrier. Honoré de Balzac, dans son essai Sur Catherine de Médicis, lui reproche de n'avoir : « point paré le coup de Ravaillac » alors qu'il « connaissait cet homme de longue main ». Ravaillac est en effet originaire d'Angoulême où il s'était fait connaître des services de police dont le duc, gouverneur de la ville, est responsable. Ravaillac a été hébergé dans la capitale par une amie du duc d'Épernon et de la marquise de Verneuil, dame d'honneur de la reine et ancienne maîtresse d'Henri IV,. Compte tenu de la qualité des personnes mentionnées, l'enquête qui a débuté est suspendue. Parallèlement, les archives diplomatiques des gouvernements de Bruxelles, Madrid et Vienne, contacts habituels des comploteurs contre le roi, sont nettoyées, comme le constatera plus tard le diplomate Philippe Erlanger.
L'attention se détourne rapidement du duc car il est évincé par Concini. S'il devient un conseiller de Marie de Médicis généreusement pensionné, l'essentiel du pouvoir lui échappe. La fidélité d'Épernon à la régente semble indéfectible. Lorsque celle-ci est finalement astreinte à résidence à Blois (1617) et prend la fuite, le duc prend les armes pour la soutenir jusqu'à ce qu'elle soit réintroduite à la cour.
Louis XIII ne lui en tient pas rigueur : le troisième fils d'Épernon, Louis, archevêque de Toulouse, est fait cardinal.

#### État officiel des procédures judiciaires visant le duc d'Épernon à la suite de l'assassinat d'Henri IV
En 1611, des accusations furent portées contre d'Épernon au sujet de son implication dans l'assassinat du roi. L'accusatrice, mademoiselle d'Escoman, dame de compagnie de la marquise de Verneuil, implique sa maîtresse et l'accuse d'avoir organisé l'assassinat avec la complicité d'Épernon. Un procès, mené par un tribunal dont Achille de Harlay est premier président, entend les témoins, y compris Verneuil et Épernon. Le premier (et seul) arrêté pris par le tribunal est finalement le maintien en détention de mademoiselle d'Escoman. Quinze jours après l'arrêté, Harlay prend sa retraite, et se trouve remplacé sur décision de la régente par Nicolas de Verdun qui est un proche d'Épernon[réf. nécessaire]. Le 30 juillet, le nouveau président condamne Escoman à la prison à vie pour calomnie.

### Au service deLouisXIII

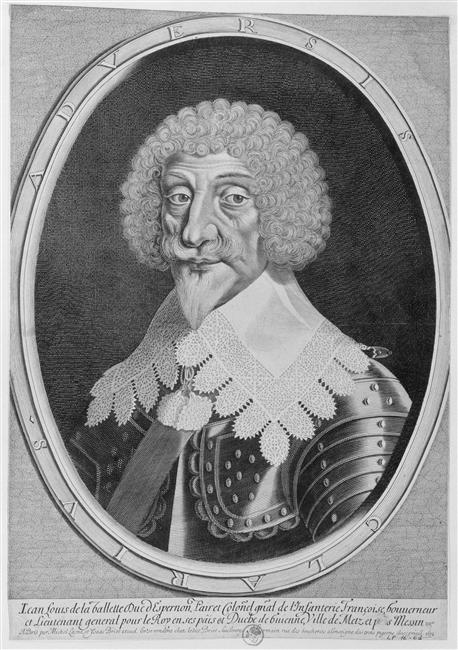
Jean-Louis de La Valette, duc d'Épernon, colonel général de l'infanterie (1632).

En 1621, il est blessé lors du siège de Saint-Jean-d'Angély. En 1622, Louis XIII qui vient de perdre son favori Luynes est à la recherche d'hommes d'envergure sur lesquels il peut s'appuyer. Le duc d'Épernon est nommé gouverneur militaire de Guyenne (Aquitaine) de 1622 à 1638 et mène la répression des insurrections huguenotes. Fait une seconde fois duc et pair, de son fief de Villebois en 1622 (qui devient duché de La Valette), il s'établit alors au château de Cadillac. Son deuxième fils et héritier Bernard épouse Gabrielle-Angélique de France, fille naturelle d'Henri IV et de la marquise de Verneuil.
Il reste gouverneur jusqu'en 1638, redouté par le cardinal de Richelieu, dont il critique la politique dans ses conséquences locales. Ses exécrables rapports avec Henri de Sourdis (frère et successeur du cardinal François de Sourdis), qui demande son excommunication (1634) après que le duc d'Épernon l'a frappé en public, lui valent d'être exilé.
Il meurt en disgrâce à Loches le 13 janvier 1642 à l'âge de 87 ans. Selon ses dernières volontés, son corps est embaumé et rapatrié en Guyenne. Il est enterré à la collégiale Saint-Blaise en face du château de Cadillac, et son cœur est déposé à la cathédrale Saint-Pierre d'Angoulême, dont une petite cloche a sonné chaque matin à six heures jusqu'à la Révolution les pleurs d'Épernon pour le repos de son âme.
Il a eu de nombreux secrétaires et historiographes comme : Guillaume Girard, archidiacre d'Angoulême, et Jean-Louis Guez de Balzac, Valier.

## Descendance
Marié en 1587 à Marguerite de Foix-Candale (1567-1593), il eut trois fils :
- Henri (1591-1639), duc de Candale, et par son mariage duc d'Halluin,
- Bernard (1592-1661), 2e duc d’Épernon et de La Valette,
- et Louis (1593-1639), cardinal de La Valette, archevêque de Toulouse.

Il eut également quatre autres enfants, illégitimes :
- Louise (fille de Diane d'Estrées), abbesse de Sainte-Glossinde de Metz,
- Louis, évêque de Mirepoix, puis de Carcassonne, mort en 1679,
- Bernard, prieur de Bellefonds,
- et Jean-Louis, dit le « Chevalier de La Valette ».

## Représentations culturelles
À la fin du roman historique La Dame de Monsoreau, Alexandre Dumas noircit Épernon en le rendant « coupable de lâcheté et de traîtrise. » Afin ne pas affronter en duel l'invincible Bussy d'Amboise, le mignon participe à l'assassinat de ce dernier avec les spadassins du duc François d'Anjou et du comte de Monsoreau. Dumas fait réapparaître D'Épernon dans Les Quarante-cinq, dernier roman de la « trilogie des Valois ».
Diffusée en 1971, l'adaptation télévisuelle La Dame de Monsoreau fait indûment mourir Jean-Louis de Nogaret (joué par Gilles Béhat), soixante-trois ans avant le décès de son modèle historique, lors du guet-apens tendu à Bussy d'Amboise en 1579 (lui-même avancé à l'année 1578, par le romancier et les scénaristes de la série télévisée).

#### Source primaire
- Pierre de L'Estoile (édition établie par Madeleine Lazard et Gilbert Schrenck), Registre-journal du règne de Henri III, t. III : 1579-1581, Genève, Droz, coll. « Textes littéraires français » (no 487), 1997, 232 p. (ISBN 2-600-00233-2, présentation en ligne).

#### Ouvrages anciens
- Guillaume Girard, Histoire de la vie du duc d'Épernon, Paris, Aug. Courbet, 1655.
- Guillaume Girard, Histoire de la vie du duc d'Épernon, Paris, Montalant, 1730 (lire en ligne).
- Père Anselme, Histoire généalogique et chronologique de la Maison Royale de France, des pairs, grands officiers de la couronne et de la Maison du Roy, 1726-1733, 9 vol.
- Histoire de Henri III, Paris, Regnault, 1788.

#### Biographies
- Denis Blanchard-Dignac, Le duc d'Épernon : un destin de cape et d'épée, Bordeaux, Éditions Sud Ouest, 2012, 272 p. (ISBN 978-2-8177-0164-6).
- Jean-Luc Chartier, Le Duc D'Épernon, 1554-1642, t. I : L'archimignon, t. II : Le presque-roi, Société des Écrivains, 1999  (ISBN 9782844340139).
- Véronique Larcade, Jean-Louis Nogaret de La Valette, duc d'Épernon (1554-1642) : une vie politique, thèse de doctorat sous la direction d'Yves-Marie Bercé, Paris-IV Sorbonne, 1995.
- Léo Mouton, Un demi-roi, le duc d'Épernon, Lagny / Paris, Imprimerie E. Grévin / Perrin et Cie, 1922, XII-275 p. (présentation en ligne).
- Léo Mouton, Le duc et le roi : d'Épernon, Henri IV, Louis XIII, Paris, Perrin et Cie, 1924, XI-306 p. (présentation en ligne), [présentation en ligne], [présentation en ligne].
- Hélène Tierchant, Le Demi-Roi, mémoires du duc d'Épernon, Mollat, 1991  (ISBN 2-909351-03-3).
- Hélène Tierchant, Le duc d'Épernon, favori de Henri III, Pygmalion/Gerard Watelet, 2002  (ISBN 2-85704-732-0).

#### Aspects particuliers
- Charles Braquehaye, Les artistes du duc d'Épernon : Château de Cadillac, Chapelle Funéraire, Mausolée, Statue de la Renommée au Musée du Louvre : Colonne Funéraire de Henri III, a Saint-Denis : Fabrique de Tapisseries de Cadillac : Notices biographiques sur les artistes employés par les ducs, Bordeaux, Féret et fils éditeurs, 1888 (lire en ligne)
- Véronique Larcade, « La clientèle du duc d'Épernon, dans le Sud-Ouest du royaume », Annales du Midi, revue de la France méridionale, Éditions Privat, t. 108, no 213 « Élites militaires et élites judiciaires aux XVIe et XVIIe siècles »,‎ janvier-mars 1996, p. 29-37 (lire en ligne).
- Véronique Larcade, « Le premier duc d'Épernon et la Gascogne ou comment peut-on être Gascon ? », Bulletin de la Société archéologique, historique littéraire & scientifique du Gers, Auch, Imprimerie TH. Bouquet S.A.,‎ octobre 1997, p. 322-352 (lire en ligne).
- Véronique Larcade, « Le duc d'Épernon et les Guises », dans Yvonne Bellenger (dir.), Le mécénat et l'influence des Guises : actes du colloque organisé par le Centre de recherche sur la littérature de la Renaissance de l'Université de Reims et tenu à Joinville du 31 mai au 4 juin 1994 (et à Reims pour la journée du 2 juin), Paris, Honoré Champion, coll. « Colloques, congrès et conférences sur la Renaissance » (no 9), 1997, 755 p. (ISBN 2-85203-689-4), p. 547-555.
- Véronique Larcade, « Les Vies parallèles de Maximilien de Béthune, duc de Sully, et de Jean-Louis Nogaret de La Valette, duc d'Épernon, ou réussir en politique à l'aube du XVIIe siècle », XVIIe siècle : bulletin de la Société d'étude du XVIIe siècle, Paris, Presses universitaires de France, no 204 (51e année, no 3),‎ juillet-septembre 1999, p. 419-448 (lire en ligne).
- Véronique Larcade, « Une leçon de ténèbres : Saint-Simon et le premier duc d'Épernon », Cahiers Saint-Simon, no 27,‎ 1999.
- Véronique Larcade, « Le foudre de guerre et les fanfarons aux parchemins : le duc d'Épernon, bourreau des villes protestantes (1616-1629) », Bibliothèque de l'École des chartes, Paris / Genève, Librairie Droz, t. 160, 2e livraison,‎ 2002, p. 605-628 (lire en ligne).
- Véronique Larcade, « Le duel dérobé ou Brantôme et le premier duc d'Épernon (1554-1642) », Cahiers Brantôme, Presses Universitaires de Bordeaux, Éditions du Centre Montaigne de l'université de Bordeaux 3, vol. 1 « Brantôme et les Grands d'Europe »,‎ janvier 2003, p. 141-154.
- Véronique Larcade, « Épernon et Lesdiguières : une inimitié particulière (1579-1638) », La Pierre et l'Écrit. Revue d'Histoire et du patrimoine en Dauphiné, no 15,‎ 2004, p. 85-121.
- Véronique Larcade, « De la guerre de la Ligue à la Fronde, espions, courriers et agents autour des ducs d'Épernon (1588-1653) », dans Sébastien Laurent (dir.), Politiques du renseignement, Pessac, Presses universitaires de Bordeaux, 2009, p. 13-25.
- Jean-Marie Cazauran, Mariage morganatique du duc de Lavalette, Maisonneuve et Leclerc, 1886, 9 p. (présentation en ligne)

#### Aspects généraux
- Nicolas Le Roux, La faveur du Roi : mignons et courtisans au temps des derniers Valois, Seyssel, Champ Vallon, coll. « Époques », 2001, 805 p. (ISBN 2-87673-311-0, présentation en ligne), [présentation en ligne].Réédition : Nicolas Le Roux, La faveur du Roi : mignons et courtisans au temps des derniers Valois, Seyssel, Champ Vallon, coll. « Les classiques de Champ Vallon », 2013, 2e éd. (1re éd. 2001), 805 p. (ISBN 978-2-87673-907-9, présentation en ligne).

#### Sur les accusations relatives à l'assassinat d'Henri IV
- J. et J. Tharaud, La Tragédie de Ravaillac, Paris, Plon, 1933.
- Philippe Erlanger, L'Étrange Mort de Henri IV, Perrin, 1999 (1957)  (ISBN 978-2-2620-1514-5)